# Indianapolis Colts
Az Indianapolis Colts egy amerikaifutball-csapat az Amerikai Egyesült Államok Indiana államában, Indianapolisban.

## A kezdetek
1953-ban egy Carl Rosenbloom vezette baltimore-i érdekeltségű csoport jogot szerzett NFL-csapat alapítására. Rosenbloom a hányattatott sorsú Dallas Texans csapatának jogát vehette át, akik korábban számos néven és helyszínen próbáltak eredményesek lenni, minimális sikerrel. Az 1944-ben még Boston Yanks néven induló, majd később a Brooklyn Tigersszel (az 1910-es években Dayton Triangles volt) fuzionáltak, de ez sem volt hosszú egy helyen töltött idő, hiszen 1949-ben már Bulldogs néven játszottak New Yorkban. 1950-ben aztán létrejött a Yanks, amelynek tagjait javarészt az All-American konferenciából ismert New York Yankees adta. New Yorkban is mindössze két évet bírta a csapat, majd Dallasba került, ám hozzá kell tenni, hogy az 1952-es szezon utolsó két „hazai” meccsét Akronban, Ohióban játszotta a csapat. Az NFL tehát megengedte, hogy a Texans játékosanyagát átvéve a Colts beléphessen a ligába. Nem volt tehát igazán új franchise, és nem is vártak többet az új névtől a kívülállók, mint a korábbi csalódást keltő állomásokon. A vállalkozás azonban sikeresnek bizonyult, a Colts a mai napig létezik, és Baltimore-ban is szép időt, harminc esztendőt élt meg.
A sikeresség és a hosszú távú fennmaradás első lépése a jó marketing volt. A Colts volt az első csapat a ligában, amely cheerleadereket alkalmazott, ezt utána a legtöbb franchise is átvette, sőt az első csapathoz tartozó rezesbandát is a Colts állította fel, hogy élőben fújják a csapat indulóját a meccsek előtt.
Első nagy sikerüket az 1958-as csapat alkotta. A Weeb Ewbank edzette Colts 23–17-re múlta felül a New York Giantset a Yankee stadionban, az NFL döntő mérkőzésén, Johnny Unitas quarterback vezetésével. Ekkoriban Unitas volt a csapat legnagyobb sztárja, őt a mai napig az NFL történetének egyik legjobb QB-jának tartják. Mellette Hall of Fame-ig jutott ebből a csapatból a domináns defensive end, Gino Marchetti, a futó Lenny Moore, az elkapó Raymond Berry, a defensive tackle Art Donovan és a tackle-t és guardot is játszó Jim Parker. A Giants elleni mérkőzésen mutatkozott be a máig érvényes hosszabbítás szabályrendszere, és ma már a focitörténelem egyik klasszikusának tekintik az összecsapást. Egy év múlva megismétlődött a döntő párosítása, és a 31–17-es győzelemmel a Colts megvédte NFL-bajnoki címét. 1960-ban a triplázásra készült az immár elit franchise-ok közé emelkedő baltimore-i csapat, ám a Cleveland Browns 27–0-s kiütést mért rájuk. Négy év múlva már a legendás Don Shula, a Colts egykori DB-je volt a csapat vezetőedzője, miután Ewbanket 1963-ban elküldték a csapattól. A 13–1-es 1968-as szezon lezárásaként ismét a Browns került a Colts útjába az NFL-döntőn, ám ezúttal a kékek 34–0-s győzelmével ért véget a csata. A ’68-as szezon után a média máris a focitörténelem legerősebb csapatának kiáltotta ki az akkori Coltsot. A III. Super Bowlon (tehát az elsőn, amit valóban Super Bowlnak neveztek) a Colts ellenfele az AFL bajnoka, a New York Jets volt. A döntő azonban csak formalitásnak tűnt, hiszen Baltimore-ban ezekben az időkben rengeteg Pro Bowler szerepelt, név szerint Bobby Boyd (DB), Mike Curtis (LB), John Mackey (TE), Tom Matte (RB), Fred Miller (DL), Earl Morrall (QB), Willie Richardson (WR), vagy Bob Vogel (OL). Különösen érdekes történet Morrallé, aki csupán azért került a csapatba, mert Unitas súlyos vállsérülést szenvedett az idény elején. A meccsen hatalmasat borult a papírforma, mivel a Jets 16–7-es győzelmével elhódította a világbajnoki címet. A Joe Namath és Matt Snell vezette csapatnak ekkor az a Weeb Ewbank volt az edzője, akivel a Colts első két bajnoki címét szerezte. Don Shula az 1969-es idény után távozott a csapattól a Miamihoz.
1970-ben Rosenbloom megegyezett Art Rooney Steelers és Art Modell Browns tulajdonossal arról, hogy csatlakozik a másik tíz AFL-csapathoz, amelyek az AFC-t alkotják az AFL-NFL egyesülése miatt. A ’70-es Colts is kiváló erőkből állt. Az új edzővel, Don McCaffertyvel 11–3-as szezont zártak, és megnyerték az AFC Eastet. A playoff első körében nullázták a Bengalst (21–0), majd egy héttel később a Raiderst is kiütötték a rájátszásból (27–17). A Baltimore Colts bejutott az egyesülés utáni első nagydöntőbe (Super Bowl V), ahol a Dallas Cowboys sem tudta megállítani őket. Egy végletekig kiélezett csatában Jim O’Brien mezőnygóljával 16–13-ra győztek, amit 5 másodperccel a meccs vége előtt értékesített a kicker. A rájátszásba jutás egy év múlva sem okozott gondot, első körben a Brownst verték, ám az újabb Super Bowl nem jött össze, mivel 1972. január 2-án a Miami Dolphins 21–0-s győzelmével elbúcsúztatta a címvédőt.
1972. július 13-án Rosenbloom elcserélte a Colts franchise-jogát Robert Irsay-vel, aki a Los Angeles Rams tulajdonosa volt, így mindkét helyre új főnök került, ám a játékosok megmaradtak. A Colts sztárjai kiöregedtek, és Joe Thomas Gm-kedésével új irányvonal kezdődött. Szépen sorban megszabadult az inkább már múlt játékosainak tekinthető sztároktól, élükön Unitasszal, és tradek révén megfiatalította a csapatát. A Colts Thomas első évében több mint 20 draftpickje volt a franchise-nak. Az eredmény nem maradt el, 1973-ban a rájátszásig meneteltek, illetve 1975 és 1977 között zsinórban háromszor nyerték meg az AFC Eastet. Az 1976-os csapatból ráadásul egy szezon-MVP is kikerült: Bert Jones quarterback volt a sikerek fő kovácsa a „Sack Pack”-nek becézett félelmetes defense line-on túl. A ’70-es évek közepének sikeressége után azonban három egymást követő negatív szezon következett a csapat életében. 1981-ben a védelem volt katasztrofális, NFL-rekordnak számító 553 pontot engedélyezett. Szintén elsők voltak az örökranglistán minden idők legkevesebb sack-jével (13) és legkevesebb punt returnjével (12). A következő évben a támadók is szétestek. 1982. november 28-án a Colts nem tudta átlépni a félpályát egész meccsen a Bills ellen, ez a teljesítmény egészen 2000-ig egyedülálló volt. Végül 0–8–1-es nyeretlen szezont zártak a sztrájk miatt rövid 1982-es esztendőben. A szánalmas teljesítménynek köszönhetően a Colts kapta a jogot, hogy elsőként húzzon a drafton, és ki is szemelték megváltónak a Stanford sztárját, John Elwayt, aki azonban hallani sem akart róla, hogy a Colts játékosa legyen, sőt azzal zsarolta a csapatot, hogy inkább elmegy a New York Yankeesbe baseballozni, ha Baltimore-ban kellene játszania. A hiszti sikeres volt, Elwayt Denverbe cserélték, a védelmet rendbe rakták, és 1983-ban jóval biztatóbb, 7–9-es szezont zártak, mint kiderült, utolsó szezonjukban Baltimore-ban.

## Költözés Indianapolisba
1984 elején, amikor a 64 124 férőhelyes Memorial stadion már eléggé leromlott állapotba került, Irsay arra kérte Baltimore város képviselőit, hogy építsenek új arénát a Coltsnak. Ám mivel a csapat támogatottsága folyamatosan csökkent, a gárda pedig gyengén szerepelt, Irsay elutasító választ kapott. Egyik fél sem változtatott álláspontján, a hosszú vita végén Irsay kénytelen volt radikálisabb lépéseket tenni, és megkezdte tárgyalásait olyan városokkal, amik már régen szerettek volna egy NFL-csapatot. A két fő jelentkező Phoenix és Indianapolis volt. A Richard Lugar, majd William Hudnot polgármesterrel történő tárgyalások során egyértelművé vált, hogy Indianapolis alkalmas fogadó város lehet. Ráadásul a Hoosier Dome (később RCA Dome) révén egy tökéletes stadion is rendelkezésre állt az új csapat befogadására.
Eközben Baltimore-ban egyre rosszabban álltak a dolgok. A marylandi bíróság ugyanis olyan intézkedést akart hozni, ami szerint elvehették volna Irsay-től a kizárólagos tulajdonjogot, mivel addig csak bérelték a stadiont. Egyre sürgősebbé vált a költözés, Irsay akcióba lendült, még mielőtt a marylandi hatóság be nem nyújt egy számlát. Indianapolis városa több mint boldog volt, hogy csapathoz jutott, ennek örömére Hudnot polgármester 12 500 000 dollárról szóló kölcsönt adott a tulajdonosnak, 4 millióért edzőkomplexumot hoztak létre, és rendelkezésre bocsátották a teljesen új, 57 980 fő befogadására alkalmas Hoosier Dome-ot. Az egyezség aláírása után a Mayflower Transit cég március 29-én, hajnali két órakor megkezdte a csapat átköltöztetését Indianába, és a kamionok egy óra múlva érkeztek meg az új székhelyre.
A költözés heves reakciókat váltott ki. 1986 márciusában addig fajultak a dolgok, hogy Baltimore képviselői és a Colts szervezetében lévők kiadtak egy nyilatkozatot, ami szerint nem ismerik el a relokációt, az Indianapolis Coltsot teljesen új franchise-nak tekintik, és így az a világon semmilyen múlttal sem rendelkezik, a korábbi Colts-diadalok maradnak Baltimore város büszkeségei. Az egyik fő felszólaló maga Johnny Unitas volt, aki haláláig állította, hogy ő nem Colts-, hanem Baltimore Colts-játékos, és szóba se hozzák az indianapolisi csapat kapcsán. Voltak azonban, akik kötődést éreztek az új csapat iránt a régi Colts játékosai közül. Ilyen volt például John Ehrmann defensive tackle, aki 1973 és 1980 között volt a Baltimore Colts játékosa, és játékos pályafutását követően az indianapolisi szakmai stáb része lett, és a 2007-es bajnoki címnek is aktív részese volt.
Baltimore-nak ezután évekig nem volt csapata, egészen addig, amíg Art Modell, a Cleveland Browns tulajdonosa 1995. november 6-án nem költöztette csapatát a városba. Modell szerette volna megtartani a Browns nevet Marylandben is, ám az NFL 1996. február 9-ei határozata szerint a Cleveland Browns addigi címei Cleveland városát illetik, és akárhová is költözik a franchise, a nulláról kell indulnia. A baltimore-i csapat neve végül egy szurkolói szavazás révén Ravens lett.
A Colts utolsó baltimore-i hazai meccsét a Houston Oilers ellen játszotta 1983. december 18-án, és 1998-ig nem is tért vissza előző állomáshelyére. A sors iróniája, hogy az Indianapolis eddigi egyetlen Super Bowl-menetelése során a Ravensnek esélye volt, hogy megverje a Coltsot, azonban a csikók Adam Vinatieri öt mezőnygóljával 15–6-ra győzni tudtak Baltimore-ban.

## A kezdetek Indianapolisban
A város változott, a csapat formája nem. Az első három szezon kiábrándító játékot és 4–12-es, 5–11-es és 3–13-as mérleget hozott. 1986-ban még az is fenyegetett, hogy a csapat egyáltalán nem nyer meccset: az első 13 mérkőzés elvesztése után kirúgták Jim Dowhower főedzőt, és a korábban a Patriotsnál eredményes Ron Meyer keze alatt megnyerték utolsó három meccsüket. 1987-ben úgy tűnt, meglesz a költözés utáni első playoff-szereplés is. Meyer első fontos lépése az volt, hogy megszerezte a Rams remek futójátékosát, Eric Dickersont (Dickersonnak az egyetemen Meyer volt a koordinátora). A Colts rendkívül komoly árat fizetett a játékosért draftpickek formájában. Dickerson tartja a mai napig az NFL két fontos rekordját: a rookie yardrekorot 1808 yarddal és az abszolút rekordot 2105 yarddal egy szezonban. Ő volt a Colts első sztárja a csapat költözését követően, vele került fel igazán az Indianapolis a térképre, és miatta kezdtek el egyre többen kijárni a Colts meccseire. A Dickerson vezette csapat 9–7-es mérleggel megnyerte az AFC Eastet. Ez azonban csak pillanatnyi fellángolás volt, a következő szezonok már nem sikerültek, pedig Dickerson egészen 1989-ig hozta a szokott jó teljesítményét. 1991-ben 1–15-ös mérleg volt a mélypont, amikor mindössze 143 pontot szerzett a Colts, a legkevesebbet az 1978-as 16 meccses alapszakasz bevezetése óta.
1995-ig nem is jutott a playoffba a csapat. Akkor azonban Jim Harbaugh quarterback és Marshall Faulk running back 9–7-es mérleget hozott össze a csapatnak, ami wild card-helyet ért. Az AFC-döntőben azonban kikaptak Pittsburgh-ben. Egy évre rá, szintén összejött a kilenc győzelem, ami újabb WC-helyet ért. Az 1997-es év megint sikertelen volt: a 3–13-as szezon a leggyengébb volt a ligában. Ezzel azonban az 1. számú draftjog is a Colts tulajdonába került, ami a franchise történetének legnagyobb változását hozta.

## A Peyton Manning-éra

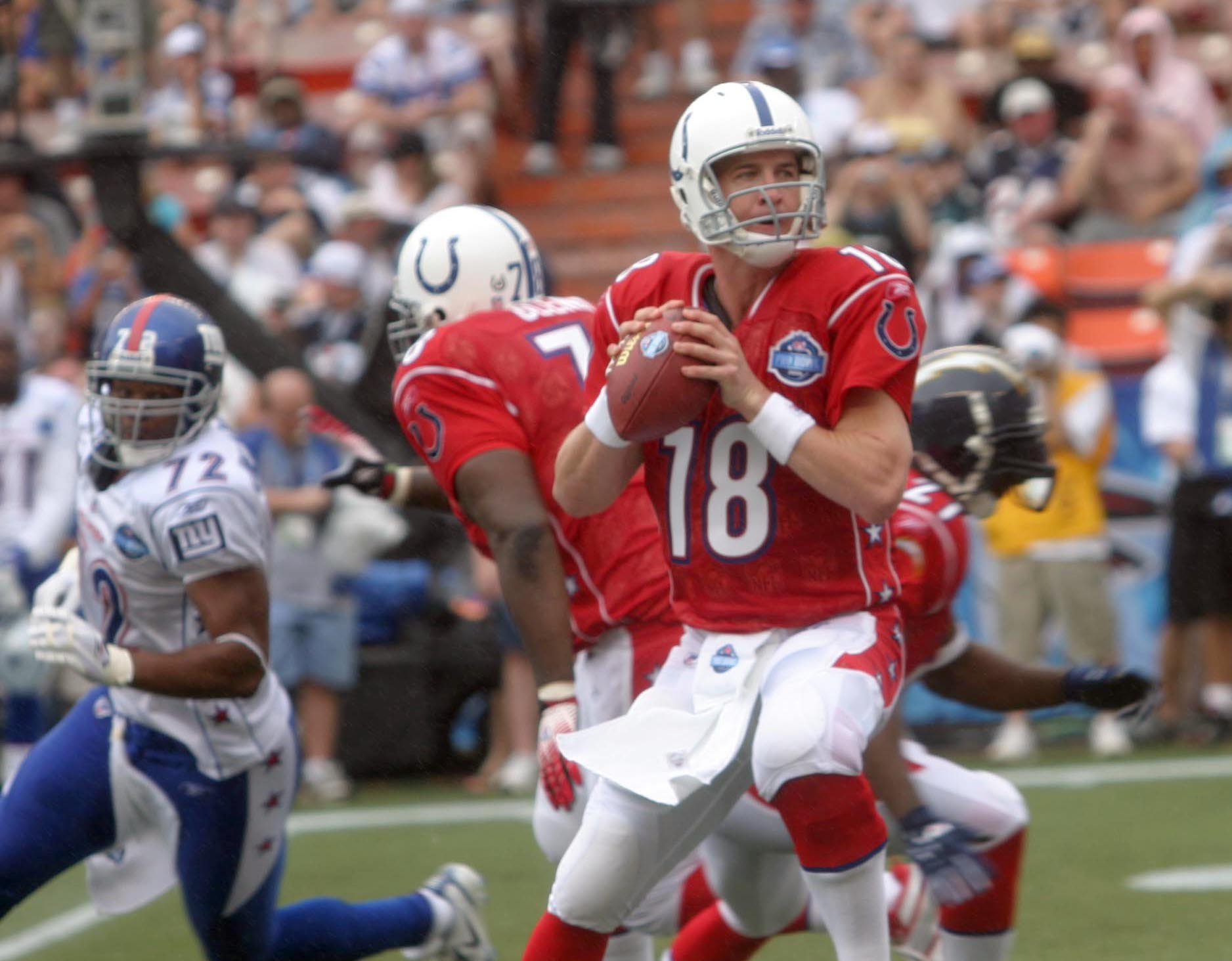
Peyton Manning

Jim Irsay kirúgta Lindy Infante főedzőt, valamint kinevezte Bill Poliant general managerré. Polian első lépése Jim Mora Sr. főedző kinevezése volt, majd draftolta a Tennessee Volunteers egyetemről a legendás quarterback Archie Manning fiát, Peytont. Az új csapat építése folytatódott: a ’98-as 3–13-as szezon után, a draft 4. helyén Edgerrin James is a Coltsé lett. 1999-ben 13–3-as mérleget zárt a Colts, ám a főcsoport elődöntőben kikaptak a Tennessee Titanstől. Az ezredfordulón összejött a playoff, a wild card-meccs hosszabbításba torkollott, ahol a Miami Dolphins nyert, pedig Mike Vanderjagtnek volt egy mezőnygólkísérlete 49 yardról, amivel nyerhettek volna, ám a lövés mellé ment. 2001-ben Edgerrin James a hatodik meccsen súlyosan megsérült, de a pótlása sikerült. Dominic Rhodes lett az első undrafted futó, aki elérte az 1000 yardot egy szezon alatt. A 6–10-es mérleg a védelemnek volt köszönhető; 1981 óta nem kapott csapat annyi pontot, mint ekkor a Colts. A szezon után Polian el akarta küldeni Vic Faggio defensive coordinatort a csapattól, ám ez nem tetszett Morának, inkább lemondott posztjáról. Mora a gyenge játék mellett a sajtó előtti nyilatkozatával is lejáratta a csapatot, amit a mai napig emlegetnek. A szezon folyamán a rájátszásba jutásról kérdezték, válasza a következő volt: „…Rájátszás? Ne beszéljen nekem itt rájátszásról. Szórakozik velem? Rájátszás? Már annak is örülnék, ha tudnánk nyerni egy meccset”.
Az új edző az a Tony Dungy lett, aki az előző hat Tampa Baynél töltött szezonja alatt négyszer is playoffba vitte csapatát. Dungy a Coltsot is a playoffba vezette, ott azonban nagyon kikaptak a New York Jetstől (0–41), ami véget vetett a szezonnak.
2003-ban Peyton Manning MVP, azaz a legértékesebb játékos lett a szezonban a Tennessee Titans QB, Steve McNairrel megosztva. A Colts megnyerte az AFC South-t a Titans előtt, 12–4-es mérleggel. A wild card-mérkőzésen a Denver Broncos sem volt képes legyűrni a csapatot (41–10-es győzelem), és a konferenciadöntőbe is sikerült bejutni, miután 38–31-re legyőzték a Kansas City Chiefst. A Super Bowlig azonban nem sikerült eljutni. A címvédő New England Patriots 24–14-re legyőzte a csapatot, Manning négy interceptiont dobott, esélyt sem hagyva csapatának a győzelemre. A mérkőzés egyébként azért is különleges volt, mert mindössze hét szabálytalanság történt, abból is hat még a snap előtt.

### A 2005-ös szezon
A Colts az NFL negyedik olyan csapata lett, amely 13 győzelemmel kezdte az alapszakaszt, és a bajnoki cím legnagyobb esélyesének számított. Manning és Marvin Harrison a hatodik hét hétfő esti rangadóján megdöntötte Steve Young és Jerry Rice irányító–elkapó TD-rekordját, és ekkor mutatták be kettejük 86. közös hatpontos akcióját. Két hét múlva – hat vesztes találkozót követően – Manning élete első győzelmét aratta a New England Patriots ellen. A 14. héten a Jacksonville Jaguars hajtott fejet a csapat előtt, ezzel a 13–0-s kezdéssel már biztosan megvolt a hazai pálya is a playoffban, volt idő tehát felkészülni a rájátszásra. A tökéletes szezon álma azonban a következő héten elrepült, mivel a San Diego Chargers 26–17-re legyőzte az Indianapolist. A Colts a 16. héten a fiát gyászoló Tony Dungy nélkül, erősen tartalékos összeállításban kikapott az NFC-bajnok Seattle Seahawkstól. A záró körben sem a legjobbak játszottak, ám Dungy visszatérésével így is sikerült 17–13-ra nyerni az Arizona Cardinals ellen. A 14–2-es alapszakaszmérleg a legjobb volt a csapat történetében a 16 meccses alapszakasz bevezetése óta.
2006. január 15. volt az újabb fekete nap következett a Colts életében, mert a divisional round meccsen a későbbi győztes Pittsburgh Steelers hazai pályán 21–18-ra verte a csapatot. Pedig voltak biztató jelek, például amikor a már 21–10-re vezető Pittsburgh ellen sikerült egy touchdownt, majd egy kétpontos kísérletet értékesíteni, ráadásul amikor az ellenfél goalline helyzetbe került, és a Steelers élő legendája, Jerome Bettis kezéből sikerült kiverni a labdát, a Colts-győzelem is elérhető közelségbe került. Ekkor azonban Ben Roethlisberger, a vendégek újonc irányítója bemutatta élete első szerelését a pittsburgh-i térfél közepén. Még ekkor is elérhetőnek látszott a hosszabbítás egy mezőnygóllal, de Mike Vanderjagtnak 46 yardról hibázott.

### A 2006-os szezon és a Super Bowl XLI
A Colts 2006-ban újabb rekordot ért el: az első csapat volt, amely zsinórban két szezont kezdett kilenc győzelemmel. Igaz, a következő négyből háromszor vesztesen hagyták el a játékteret, főként a liga egyik leggyengébb futás elleni védekezésének köszönhetően. Ettől függetlenül a 15. játékhéten sikerült megnyerni az AFC déli csoportját (immár egymást követően negyedik alkalommal) a Cincinnati Bengals ellen megszerzett győzelemmel (érdekes, hogy ezen a találkozón éppen az általában gyenge teljesítményt nyújtó védelem mutatott be ragyogó játékot). A végső mérleg 12–4 lett, a harmadik legjobb az AFC-ben. Újabb rekord: a Colts volt az első csapat, amely sorozatban öt szezonban nyert legalább tízszer. Ráadásul a 13. héten, a Titans ellen a Manning–Harrison tandem minden idők legtöbb TD-jét összehozó párosa lettek.
A wild card-mérkőzésen a Kansas Cityt sikerült legyőzni 23–8-ra, úgy, hogy Manning három interceptont dobott. A védelem azonban megtáltosodott:, összesen 44 yardot engedett futni ellenfelének (amelyben Larry Johnson is szerepelt), és az első félidőben csak 2 yardot engedélyezett passzolni. Sőt, a Chiefs nem ért el first downt a 3. negyed végéig. A következő, Ravens elleni meccs 15-6-os győzelmet hozott, ismét kiváló védekezéssel.
A nagydöntőbe kerüléshez a nagy mumus New England Patriotson kellett túljutni az RCA Dome-ban, ez volt a Colts harmadik AFC-döntője az indianapolis-i idők során, és az első AFC-döntő fedett pályán. A vendégek már 21–3-ra is vezettek, ám Peyton Manning élete meccsét játszva visszahozta csapatát a sírból, zsinórban harmadik alkalommal legyőzve a Patriotsot, a végeredmény 38–34 lett. A 18 pontos hátrány megfordítása a legnagyobb az AFC-döntők történetében, és a teljes playoff történelemben is csak egy alkalommal fordult elő azelőtt.

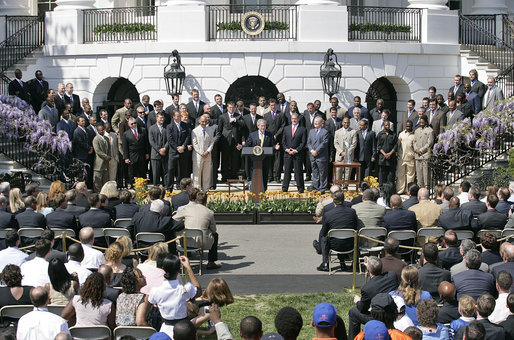
A Colts a Super Bowl-győzelem utáni fogadáson a Fehér Házban

A Super Bowlt 2007. február 4-én játszották Miamiban, a Dolphin stadionban, és az Indianapolis Colts a Chicago Bears 29-17-es legyőzésével megszerezte története legnagyobb sikerét. A mérkőzés pedig nem indult jól: Devin Hester azonnal TD-re váltotta Vinatieri kickoffját, és Manning is már a meccs elején eladta a labdát. Ez a Colts-meccs sem múlt el rekord nélkül: a két csapat hat labdaszerzése az első félidőben Super Bowl-rekord. A mérkőzés MVP-je Peyton Manning lett, 38-ból 25 passza célba ért, és volt egy TD-átadása is Reggie Wayne-nek. A két futó, Dominic Rhodes és Joseph Addai összesen 190 yardot futott, egy touchdownt elérve, Vinatieri pedig négy mezőnygól-kísérletéből háromszor pontos volt. A védelemben Bob Sanders és Kelvin Hayden is szedett egy interceptiont Rex Grossmantól a meccs hajrájában, a cornerback ráadásul 56 yardos visszafutásával touchdownt is szerzett.
A Colts lett az első „Dome-csapat”, amely szabad téren nyert, az első, amely esőben nyert, és az első, amely statisztikailag a leggyengébb futás elleni védelemmel bírt az alapszakasz-mutatók alapján. Tony Dungy lett a harmadik ember, aki játékosként és edzőként is Super Bowl-győzelmet ünnepelhetett (Tom Flores és Mike Ditka előzte meg), és az első afroamerikai főedző lett Super Bowl gyűrűvel az ujján. Végezetül a Colts lett az első AFC South-csapat, amely nagydöntőt nyert.

### 2007-től 2011-ig
A 2007-es idényben 13–3 lett a csapat mérlege, annak ellenére, hogy szezon közben számtalan sérülés tizedelte a csapatot. A rájátszásban a közvélemény azt várta a csapattól, hogy állítsa meg az addig tökéletes New England Patriotsot, ám a találkozó létre sem jöhetett, mert a Colts 2008. január 13-án, saját pályáján 28–24-re kikapott a meccs nagy részén Tomlinsont nélkülöző San Diego Chargerstől, a divisonal round keretein belül. A két csapat az alapszakasz során is találkozott San Diegóban egy esős mérkőzésen, amely Manning hat eladott labdájáról marad emlékezetes. A Colt még így is győzhetett volna, de az utolsó másodpercekben Vinatieri mezőnygólt hibázott.
A 2009-es év a Colts történetének egyik legjobb szezonja volt. Az egész idény alatt csak kétszer veszítettek meccset, és Manning is remekül teljesített. A csapat az AFC déli csoportja élén végzett, és a rájátszásban a Baltimore Ravenst (3–20), majd az amerikai-főcsoport döntőjében a New York Jetset (17–30) búcsúztatta, amivel bejutott a Super Bowl XLIV fináléjába. A döntő másik résztvevője a New Orleans Saints volt, és a mérkőzést – noha a Colts sokáig vezetett (még a harmadik negyed végén is) – a Saints nyerte 31–17-re (a végén Manning még eladott egy labdát).
A Colts a 2010-es idényben nem remekelt. Joseph Addai, Dallas Clark és Austin Collie sokat sérültek voltak, de az alapszakaszt 10–6-tal zárták (érdekesség, hogy a 14. meccse után az Indi első volt a passzolt yardokban, míg a futottakban az utolsó), és sikerült kiharcolni a rájátszásba jutást. Ott azonban minimális arányú vereséget (16–17) szenvedtek a New York Jetstől.
A 2011-es szezonnak – nyakműtétje miatt – Payton Manning nélkül indult a csapat, és az idény végén 2–14-es mutatóval zárt, a legrosszabb alapszakasszal 1991 óta, és 2001 óta először nem jutottak a rájátszásba. Már ekkor felmerült, hogy Payton szerződését nem hosszabbítják meg, ehelyett egy új irányítóval új csapat építésébe kezdenek. A rossz szereplés következtében viszont jó esélyekkel indultak neki a következő évi draftnak.

## A 2012-es szezontól
A 2012. évi NFL-drafton megszerezték a Stanford Egyetem irányítóját, Andrew Luckot. Helyzetüket nehezítette, hogy Chuck Pagano vezetőedző megbetegedett, és a leukémia miatti kezelés miatt hiányzott a csapat éléről. Ezalatt az offensive coordinator, Bruce Arians helyettesítette. A csapat játéka nagyjából a 7–8. fordulótól állt össze, és végeredményben pozitív mutatóval, 11–5-tel zárta az alapszakaszt, és csoportjában a Houston Texans mögött a második helyen végzett. A 2013-as szezonnak az immár egészségesnek nyilvánított Paganóval és az egyre ígéretesebb játékot mutató Andrew Luckkal indul neki a csapat.

## Viták a csapat körül
Jonathan Kraft, a New England Patriots elnöke azzal vádolta az Indianapolist, hogy a 2007 novemberi mérkőzésen végig furcsa hangokkal próbálták meg a vendégek koncentrációját gyengíteni. A problémafelvetés jogos volt, azonban a CBS tv-csatorna magára vállalta a hibát, és tisztázta a Coltsot a vádak alól.
Ugyancsak 2007-ben, a szezon zárómeccsén a Tennessee Titans volt a Colts ellenfele, akiknek már nem volt különösebb tétje a találkozónak, ezért tartalékos összeállításban léptek pályára. A Tennessee számára viszont fontos volt a meccs, mert harcban állt a Cleveland Brownsszal az utolsó playoff-helyért. Mivel a Titans nyert, Clevelandben nem nézték jó szemmel az ügyet, és csalással vádolták a két csapatot. Igazi bizonyíték azonban nem volt ezekre a találgatásokra, és elsikkadt az ügy.

## A Lucas Oil stadion

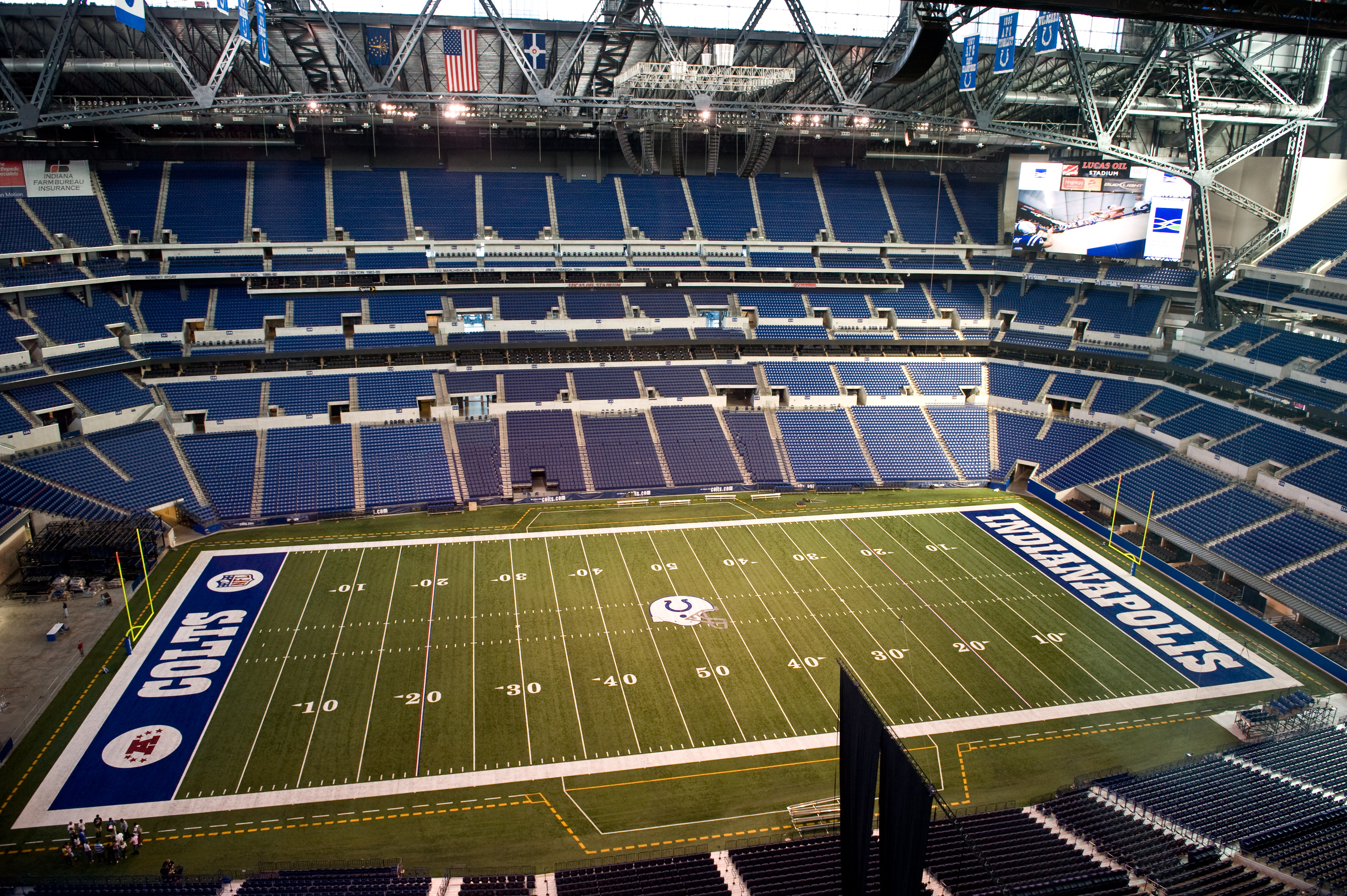
A Lucas Oil stadion

Az Indianapolis Colts 24 év után búcsúzott régi stadionjától, az RCA Dome-tól, és 2008 őszétől már a Lucas Oil stadionban fogadta ellenfeleit. Az új stadion megépítésére még 2004 decemberében született a megállapodás Jim Irsay tulajdonos és a város között, 1 milliárd dolláros becsült költséggel. Később a Lucas Oil cég nyerte el a névhasználati jogot, aminek értelmében 122 millió dollárárt húsz évig ők a névadók.
A hétemeletes építményben 63 000 néző fér el, de szükség esetén akár 70 ezer ülőhelyet is ki tudnak alakítani. Az NFL-mérkőzéseken kívül NCAA focimeccseket vagy koncerteket, illetve NCAA kosárlabdameccseket is rendezhetnek a 167 000 négyzetméter területű stadionban. A tető mozgatható, így a szabad ég alatt is lehet mérkőzéseket rendezni, ám a műfű továbbra is megmaradt. Az új stadionban 13 mozgólépcső, 11 utaslift, 800 mellékhelyiség, nagy felbontású eredményjelző táblák és visszajátszó kijelzők, valamint 142 luxus hely várja a nézőket. A stadionban rendezték meg 2012-ben a Super Bowlt (New York Giants–New England Patriots: 21–17).

## Logó és mez
A Colts logója és meze 1953 óta gyakorlatilag nem változott. Fehér sisak, rajta egy kék lópatkóval, kék mez, oldalt és az ujján fehér csíkkal, illetve fordított összetételben. 1982 és 1986 között ezek a fehér csíkok szürkék voltak. Ekkoriban a patkón belül a mezszámok is szerepeltek, de 1987 után visszatértek a fehér verzióra. 1995 első három meccsén kék nadrágot húztak fel mindkét szereléshez, de ezután visszaváltottak a megszokott fehér nadrágra. A 2004-es szezonban a kék sisakrácsot szürkére cserélték, 2006 óta pedig nincsenek csíkok a sportszáron. A Colts hivatalos csapatkabalája 2006 óta Blue, egy antropomorf kék színű ló.

## A csapat vezetőedzői
- Keith Molesworth (1953) 3–9
- Weeb Ewbank (1954–1962) 59–52–1 Playoff: 2–0
- Don Shula (1963–1969) 71–23–4 Playoff: 2–3
- Don McCafferty (1970–1972) 22–10–1 Playoff: 4–1
- John Sandusky (1972) 4–5
- Howard Schnellenberger (1973–1974) 4–13
- Joe Thomas (1974) 2–9
- Ted Marchibroda (1975–1979) 41–33 Playoff: 0–3
- Mike McCormack (1980–1981) 9–23
- Frank Kush (1982–1984) 11–28–1
- Rod Dowhower (1985–1986) 5–24
- Ron Meyer (1986–1991) 36–35 Playoff: 0–2
- Rick Venturi (1991) 1–10
- Ted Marchibroda (másodszor, 1992–1995) 30–34 Playoff: 2–1
- Lindy Infante (1996–1997) 12–20 Playoff: 0–1
- Jim E. Mora (1998–2001) 32–32 Playoff: 0–2
- Tony Dungy (2002–2008) 85–27 Playoff: 9–10
- Jim Caldwell (2009–2011) 26–22
- Chuck Pagano (2012–2017) 53–43 playoff 3–3
- Bruce Arians (2012) 9–3
- Frank Reich (2018–)

## A Pro Football Hall of Fame-be beválasztott játékosok
- 1968: Art Donovan DT (1950, 1953–1961)
- 1969: Joe Perry FB (1961–1962)
- 1971: Y. A. Tittle (1948–1950)
- 1972: Gino Marchetti DE (1953–1964, 1966)
- 1973: Raymond Berry WR (1955–1967)
- 1973: Jim Parker OT/OG (1957–1967)
- 1975: Lenny Moore RB (1956–1968)
- 1978: Weeb Ewbank edző (1954–1962)
- 1979: Johnny Unitas QB (1956–1972)
- 1981: George Blanda QB (1950)
- 1990: Ted Hendricks LB (1969–1973)
- 1992: John Mackey TE (1963–1971)
- 1997: Don Shula edző (1963–1969)
- 1999: Eric Dickerson RB (1987–1991)
- 2011: Richard Dent DE (1996)
- 2011: Marshall Faulk RB (1994–1998)

## Fordítás
- Ez a szócikk részben vagy egészben  az   Indianapolis Colts című angol Wikipédia-szócikk ezen változatának fordításán alapul.  Az eredeti cikk szerkesztőit annak laptörténete sorolja fel. Ez a jelzés csupán a megfogalmazás eredetét és a szerzői jogokat jelzi, nem szolgál a cikkben szereplő információk forrásmegjelöléseként.